# Э
Э (onderkast: э) is een klinker uit het Cyrillische alfabet en wordt uitgesproken als /e/ of /ɛ/. Deze letter wordt gebruikt in het Russisch en Wit-Russisch.

## Weergave

### Unicode
De Э en э zijn in 1993 toegevoegd aan de Unicode 1.0 karakterset.
In Unicode vindt men Э onder het codepunt U+042D (hex) en э onder U+044D.

### HTML
In HTML kan men voor Э de code &Ecy; gebruiken, en voor э &ecy;.